# White River (Arkansas-Missouri)
El White River és un riu que flueix a través dels estats d'Arkansas i Missouri (Estats Units d'Amèrica). Neix a les Boston Mountains, al nord-oest d’Arkansas. S'arqueja cap al nord pel sud de Missouri abans de tornar a Arkansas. Desguassa al riu Mississipi prop de la confluència (aiguabarreig) del riu Arkansas. És navegable durant uns 600 km, fins a Batesville. El seu curs superior és aprofitat al sector comprès entre les Boston Mountains i l’altiplà d’Ozark, per a la producció d’energia hidroelèctrica.
Encara que és més curt que el riu Arkansas, el White River transporta gairebé el mateix cabal d'aigua, normalment més de 570 m3/s i ocasionalment, en períodes plujosos, el cabal pot arribar als 2.800 m3/s).
Els afluents del riu White són els rius: Cache, Bayou des Arc, Little Red River, Black River, North Fork River, Crooked Creek, Buffalo River, Kings River, James River i Roaring River .
El riu White travessa el nord d'Arkansas i el sud de Missouri. És un dels afluents importants del riu Mississipi.
Des del seu naixement, flueix cap Fayetteville, on després gira cap al nord. A prop d'Eureka Springs, el riu entra a l'estat de Missouri. Més avall gira cap al sud-est d'Arkansas passant per Bull Shoals, Mountain Home, i Calico Rock.
A Batesville s'inicia el segon tram del riu, conegut com el Lower White i flueix cap al sud recorrent 475 km a través de la plana al.luvial o Delta del riu Arkansas, passant per Augusta, Arc, Clarendon i St. Charles, abans d'afluir al Mississipi al comtat de Desha.